# سیارک ۵۴۳۳
سیارک ۵۴۳۳ (به انگلیسی: 5433 Kairen، نامگذاری:1988VZ2) پنج هزار و چهارصد و سی و سومین سیارک کشف شده‌است که در ۱۰ نوامبر ۱۹۸۸ به کشف رسید.
قدر مطلق سیارک برابر ۱۲٫۴۰ است.